# Pilbara-Felsenwaran
Der Pilbara-Felsenwaran  (Varanus pilbarensis) ist eine Art der Warane die endemisch in Australien ist. Der Pilbara-Felsenwaran gehört der Untergattung Odatria an. Die Erstbeschreibung dieser Art erfolgte 1980 durch den australischen Herpetologen Glenn Storr.

## Aussehen und Körperbau
Die etwas größeren Männchen erreichen ausgewachsen eine Gesamtlänge von 50 cm, wobei die ausgewachsenen Weibchen nur bis zu 45 cm lang werden. Vermessene Exemplare hatten eine Kopf-Rumpf-Länge von 17,2 cm beim Männchen und 12,8 cm beim Weibchen. Die Färbung der Oberseite ist blass bis mäßig rötlichbraun. Der Kopf und der Nacken sind verziert mit sichtbaren dunkelrotbraunen Flecken, die gelegentlich unregelmäßig angeordnete Querbänder auf dem Nacken bilden. Ihr Rücken ist mit dunkelbraunen Flecken bedeckt, die als Querbänder angeordnet sind. Alle diese Flecken weisen einen blassen Zentralfleck auf. Die vier Gliedmaßen sind auf ihren Oberseiten gepunktet. Der Schwanz von V. pilbarensis ist unregelmäßig mit dünnen, dunkelrotbraunen und blassen Bändern überzogen. Bei einigen Tieren ist ein undeutlicher dunkler Temporalstreifen erkennbar. Die weißliche Bauchseite ist gezeichnet mit zartgrauen Flecken, die in unregelmäßigen Bändern angeordnet sind. Die Kopfschuppen sind glatt und klein. Die Nasenlöcher befinden sich seitlich nach oben gerichtet, etwa in der Mitte zwischen Schnauzenspitze und Augen. Um die Körpermitte sind 110 bis 135 Schuppenreihen angeordnet. Im Querschnitt ist der Schwanz mehr oder weniger rund und es ist kein Kiel auf der Oberseite sichtbar. Die Schuppen an den Seiten und auf der Oberseite des Schwanzes sind leicht gekielt. Man kann nach ca. sechs Monaten aufgrund von Verhalten und Wachstum erste Tendenzen des Geschlechtes erkennen. Im Durchschnitt wachsen die Männchen oft schneller und kräftiger heran, als die Weibchen. Dies lässt aber noch keine 100%ige Geschlechtsbestimmungen zu. Bei ausgewachsenen Tieren ist die Schwanzwurzel der Männchen deutlich ausgeprägter und im Querschnitt eher birnenförmig, wogegen bei den Weibchen der Querschnitt eher eiförmig ist.
Nach rund einem Jahr bilden die Männchen seitlich am Schwanzansatz Postanalschuppen.

## Verbreitung und Lebensraum
Sie leben nur in einem sehr begrenzten Gebiet im nördlichen Western Australia, wie aus dem Namen schon schließen lässt, in der Pilbara-Region. Dort leben sie in dem nördlichen Teil der Region, wo für die Region typische Schluchten und Felsmassive vorhanden sind. Dieses Gebirge nennt man Hamersley Range. Sie leben in den tiefen Schluchten und steilen Gebirgsabbrüchen, die meistens mit Spinifex und anderer Vegetationstypen bepflanzt sind. Am häufigsten trifft man sie in den Schluchten in der Nähe der Wasserläufe. Der felsenbewohnende Waran kann selbst glatte senkrechte Felswände erklimmen. Diese außergewöhnlichen Klettermanöver wagen sie jedoch nur selten. Im Winter (Juni–August), wenn auf den hochliegenden Plateaus Temperaturen nahe dem Gefrierpunkt erreicht werden, fliehen sie alle in die wärmen Schluchten. Das Gebiet ist aufgrund ihrer niedrigen Niederschlagsdurchschnitte eine sehr trockene Region. Die meisten Sichtungen des Pilbara-Felsenwarans stammen aus nördlichen den Gebieten des Fortescue Rivers.

## Verhalten
Die sehr scheuen Tiere kann man auf den roten Felsen ihres Biotops kaum erkennen. In Stresssituationen oder bei der Abwehr können sie ihren Körper zur Abschreckung mit Luft aufpumpen. Ihre Nahrung besteht hauptsächlich aus Insekten und Spinnentieren, die die Warane in den Felsspalten erbeuten.